# Christianisme à Djibouti

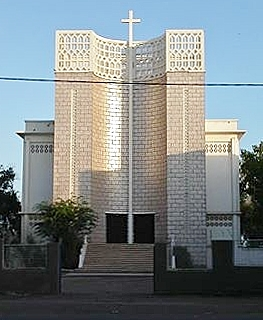
Cathédrale catholique de Djibouti.

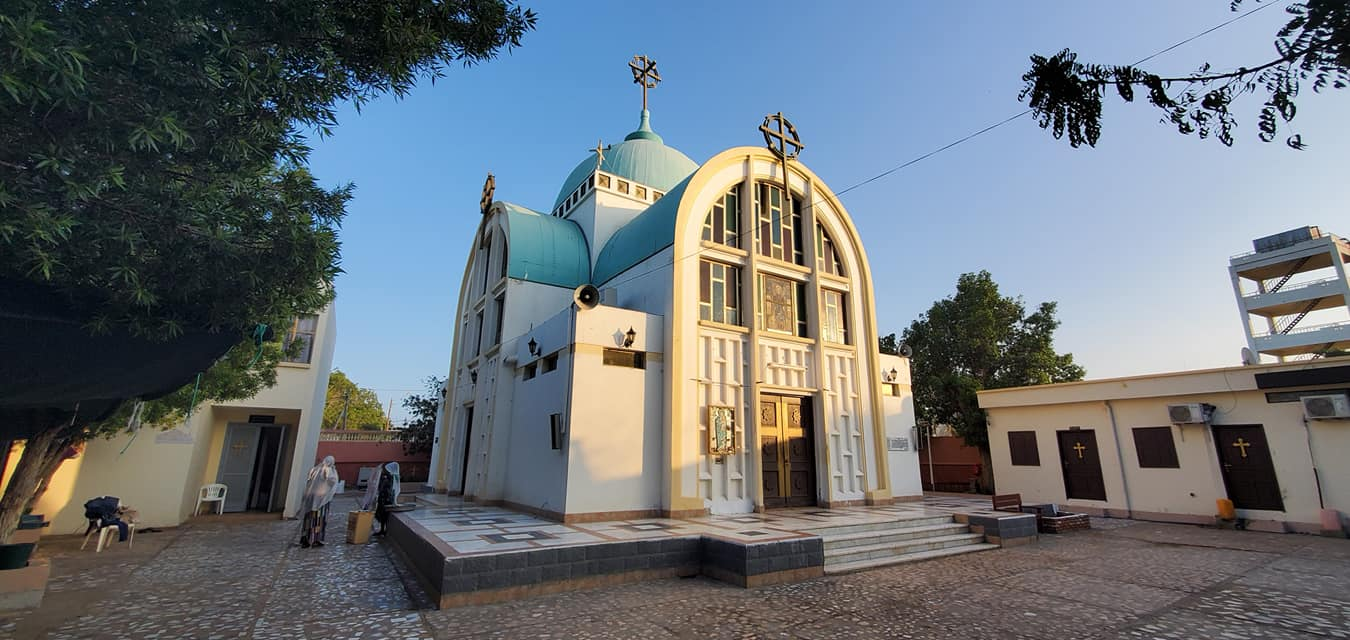
Église orthodoxe éthiopienne de Djibouti.

Zone d'influence du royaume axoumite.

Le christianisme à Djibouti concerne 6 % des 650 000 habitants du pays dont la religion officielle est l'islam. La liberté religieuse est garantie par la constitution mais le prosélytisme est découragé par les autorités qui entretiennent des relations diplomatiques avec le Vatican. 
La plupart des chrétiens sont d'origine éthiopienne ou européenne; ils appartiennent principalement à l'Église orthodoxe éthiopienne (3,2 % des habitants) et à l'Église catholique (romaine, 1..2 % des habitants), mais il y a aussi quelques centaines de protestants.
Le diocèse catholique romain est le diocèse de Djibouti dont la cathédrale se trouve avenue de la République. Les premiers missionnaires sont arrivés en 1885. Djibouti compte cinq prêtres, cinq communauté religieuses, et les fidèles sont en majorité des étrangers, notamment des militaires italiens ou français.
Il existe une dizaine d'écoles catholiques qui scolarisent une majorité de musulmans et permettent de changer les regards de la population sur la minorité chrétienne.
L'Église protestante de Djibouti s'est implantée en 1960. Elle dispose d'une église sur le boulevard de la République, sous la responsabilité du Service protestant de Mission. Selon la World Christian Encyclopedia on trouverait aussi des membres de la «Red Sea Mission Team» et de la «Mennonite Mission».
Il y a une paroisse de l'Église néo-apostolique à Djibouti.

## Christianisme ancien
L'Église d'Alexandrie aurait été fondée en 62, aurait participé à la Pentarchie, et serait à l'origine de l'antique Église copte orthodoxe.
En 330, le royaume d'Aksoum (de -400 à + 950) adopte le christianisme comme religion d'État, et répand sa foi hors de son territoire, dans une bonne partie des ports et littoraux de la Mer Rouge.
Le nestorianisme (400-1100) ne semble pas s'être développé sur les côtes africaines (à part en Égypte), mais est présent au moins à Socotra et Sanaa.
La présence chrétienne remonte au moins au Ve siècle dans la région, où les chrétiens orthodoxes sont surtout présents chez les Afars vers Obock, la région étant faiblement peuplée à l'époque. 
Les Issas, tribu de Somalis, présents dans l'actuelle Djibouti, animistes avant 630, vont devenir totalement musulmans, dès le VIIIe siècle.
L'Islam, présent au Yémen dès 630, se répand (expansion de l'islam).
Puis, les différents voisins, Sultanat d'Ifat (XIIIe et XIVe siècles), Sultanat d'Adal (1415-1577), Sultanat d'Awsa ou Aoussa, Sultanat d'Harar (1526-1577), Imamat d'Aussa (1577-1647), Émirat d'Harar (1647-1887), Sultanat d'Aoussa (1734-1936) (dont la Dynastie Mudaito), Sultanat de Tadjourah (Tadjourah), Sultanat de Rehayto (Obock), Sultanat de Goba'ad, n'ont guère laissé de place au christianisme.
Les chrétiens actuels de Djibouti sont composés d'habitants locaux, de ressortissants éthiopiens et érythréens (diasporas, réfugiés, migrants), et (de descendants) d'expatriés.

### Sources
- World Christian Encyclopedia (2nd edition), Volume 1, p.  241
- (en) Rapport annuel 2008 sur la liberté religieuse dans le monde des États-Unis
- (de) Djibouti sur le site mission.ch
- (de) Église protestante évangélique de Djibouti sur le site reformiert-online
- (de) Informationen über Djibouti sur le site reformiert-online
- Dubois (Colette), Soumille (Pierre), Des Chrétiens à Djibouti en terre d'Islam, XIXe – XXe siècles, Karthala, 2004